# Amphimachairodus
Amphimachairodus è un genere fossile di Felide Macairodontino degli Homoterini.

## Descrizione
Era un genere di macairodontino delle dimensioni di un leone del tardo Miocene, ritrovato in depositi più recenti di quelli contenenti fossili di Machairodus. Tradizionalmente ritenuto un genere Eurasiatico, Amphimachairodus é ora noto per essere stato presente anche in Africa (Sardella and Werdelin 2007; Werdelin and Sardella 2006) e in Nord America (Martin et al. 2011).

## Specie
Sono conosciute diverse specie di Amphimachairodus.

### Amphimachairodus giganteus
A. giganteus presentava un evidente dimorfismo sessuale, essendo i maschi molto più grossi delle femmine.
Il cranio di A. giganteus differiva da quello di M. aphanistus nell'avere incisivi più grandi e proiettati in avanti; canini inferiori relativamente più piccoli; carnassiali più taglienti; un processo coronoide più ridotto e una più grande proiezione anteroventrale del processo mastoide. Era un felide delle dimensioni di un leone con ossa degli arti relativamente allungate, ma differiva dai moderni grandi felini nell'avere un lungo collo muscoloso, un enorme sperone e artigli relativamente piccoli sulle altre dita. Sfortunatamente, nessuno scheletro completo di A. giganteus è conosciuto, quindi dobbiamo ricostruire le sue proporzioni combinando fossili da diversi individui e siti. Alcuni dei crani meglio conservati vengono dalla Cina (Chang 1957), mentre una magnifica serie di vertebre cervicali è stata ritrovata in Siberia, associata con resti frammentari del cranio e del resto dello scheletro (Orlov 1936). Parziali associazioni di ossa di arti complete sono conosciute dalla Grecia e dalla Spagna (Riabinin 1929), e più recentemente, un cranio perfettamente conservato, associato con ossa degli arti anteriori complete, è stato scoperto in Hadjidimovo-1, Bulgaria (Kovatchev 2001). Non ci sono casi in cui le zampe anteriori e posteriori complete di un singolo individuo siano state identificate, e la vertebra lombare e la coda sono sconosciute.
Amphimachairodus giganteus era diffusa in Eurasia, dalla Spagna alla Cina alla Siberia. In più, molti fossili del tardo Miocene dell'Africa e del Nord America, classificati in diverse specie, sono morfologicamente molto simili e a seguito di una revisione potrebbero rivelarsi appartenere a A. giganteus.
Come tutte le specie europee di macairodontini conosciute dal diciannovesimo secolo, A. giganteus ha una storia tassonomica complicata. Per anni non era stata fatta nessuna chiara distinzione tra le forme Vallesiane ora incluse in M. aphanistus e le forme Turoliane più derivate. Kretzoi, il paleontologo ungaro notoriamente prolifico in nomi di felidi fossili, coniò il nome generico Amphimachairodus per la specie cinese M. palanderi, sulla base di piccole differenze dentarie con i fossili europei conosciuti. Mezzo secolo dopo, il paleontologo svedese G. de Beaumont (1975) revisionò i macairodonti del Neogene e scoprì che tutte le grandi forme turoliane condividevano caratteristiche derivate nella dentizione, separandole da M. aphanistus. Propose di riunire tutte quelle forme in un'unica specie, scegliendo il nome giganteus - coniato da A. Wagner nel 1857 per fossili da Pikermi - e includendo fossili cinesi precedentemente classificati come M. palanderi e M. tingii. Poi, Beaumont concluse che le differenze tra M. aphanistus e M. giganteus erano più che meramente specifiche, e propose di raggruppare le due specie in due sottogeneri: Machairodus (Machairodus) aphanistus e Machairodus (Amphimachairodus) giganteus, includendo le forme cinesi nel secondo. Poi, il paleontologo spagnolo J. Morales (1984), studiando fossili turoliani tardi da Venta del Moro, trovò ragioni per credere che le differenze erano di rango generico, così propose la classificazione attuale. Molto recentemente, la scoperta dell'impressionante esemplare di M. aphanistus da Batallones-1 ha permesso un assetto più chiaro delle differenze tra le due specie, confermando pienamente la distinzione di genere (Antòn et al. 2004b).

### Amphimachairodus coloradensis
La cronologia della dispersione dei macairodonti nel Nord America sembra confusa all'inizio, perché Machairodus sembra arrivarvi solo circa nove milioni di anni fa, dopo una lunga storia evolutiva e con finale sostituzione di Amphimachairodus nel Vecchio Mondo. Ma un'analisi dell'anatomia di Machairodus coloradensis rivela che esso ha in realtà la maggior parte delle caratteristiche chiave per distinguere l'Amphimachairodus del Vecchio Mondo dal vero Machairodus, compresi incisivi sporgenti e ingranditi, canini inferiori ridotti, processo coronoide ridotto, un mento angolato, e un'anatomia mastoide derivata. Se consideriamo M. coloradensis un membro del gruppo di Amphimachairodus, la sua morfologia e il tempo del suo arrivo nel Nord America non sono più così contraddittori. Nel 1975 L. Martin e C. Schultz stabilirono una nuova sottospecie, Machairodus coloradensis tanneri, basata su una mandibola dalla formazione Kimball del Nebraska. Più recentemente, tuttavia, Martin e colleghi (2011) hanno considerato questo taxon come meritevole del rango di specie, e lo hanno attribuito al genere Amphimachairodus come A. tanneri.

### Amphimachairodus kabir
Amphimachairodus kabir era una grossa specie dell'Africa centrale il cui peso si aggirava sui 350–490 kg.